# Natação no Campeonato Mundial de Esportes Aquáticos de 2019 - 200 m borboleta feminino
A prova dos 200 metros borboleta feminino da natação no Campeonato Mundial de Esportes Aquáticos de 2019 ocorreu nos dias 24 de julho e 25 de julho, em Gwangju, na Coreia do Sul. 

## Recordes
Antes desta competição, os recordes mundiais e do campeonato nesta prova eram os seguintes:
| Tipo                  | Atleta            | Tempo   | Local | Data                  |
| --------------------- | ----------------- | ------- | ----- | --------------------- |
|                       | Liu Zige          | 2:01.81 | Jinan | 21 de outubro de 2009 |
| Recorde do campeonato | Jessicah Schipper | 2:03.41 | Roma  | 30 de julho de 2009   |

## Medalhistas
| Ouro                 | Prata                 | Bronze             |
| Boglárka Kapás (HUN) | Hali Flickinger (USA) | Katie Drabot (USA) |

## Cronograma
Todos os horários são locais (UTC+9). 
| Data        | Hora  | Evento        |
| ----------- | ----- | ------------- |
| 24 de julho | 11:12 | Eliminatórias |
| 24 de julho | 21:10 | Semifinal     |
| 25 de julho | 20:02 | Final         |

## Resultados

### Eliminatórias
Esses foram os resultados das eliminatórias. Foram realizadas no dia 24 de julho com início às 11:12. 
| Pos. | Bateria | Raia | Nadadora           | Nacionalidade        | Tempo   | Notas            |
| ---- | ------- | ---- | ------------------ | -------------------- | ------- | ---------------- |
| 1    | 3       | 4    | Hali Flickinger    | Estados Unidos       | 2:05.96 | Q                |
| 2    | 3       | 5    | Boglárka Kapás     | Hungria              | 2:07.60 | Q                |
| 3    | 3       | 6    | Liliána Szilágyi   | Hungria              | 2:08.16 | Q                |
| 4    | 2       | 3    | Svetlana Chimrova  | Rússia               | 2:08.26 | Q                |
| 5    | 2       | 4    | Katie Drabot       | Estados Unidos       | 2:08.33 | Q                |
| 6    | 2       | 5    | Franziska Hentke   | Alemanha             | 2:08.69 | Q                |
| 6    | 4       | 4    | Alys Thomas        | Reino Unido          | 2:08.69 | Q                |
| 8    | 2       | 6    | Laura Stephens     | Reino Unido          | 2:09.03 | Q                |
| 9    | 4       | 2    | Ana Monteiro       | Portugal             | 2:09.43 | Q                |
| 10   | 3       | 3    | Hiroko Makino      | Japão                | 2:09.88 | Q                |
| 11   | 4       | 6    | Brianna Throssell  | Austrália            | 2:09.91 | Q, RET           |
| 12   | 3       | 7    | Ilaria Cusinato    | Itália               | 2:10.03 | Q                |
| 12   | 4       | 3    | Suzuka Hasegawa    | Japão                | 2:10.03 | Q                |
| 14   | 4       | 0    | Laura Lahtinen     | Finlândia            | 2:10.39 | Q,               |
| 15   | 3       | 2    | Zhu Jiaming        | China                | 2:10.54 | Q                |
| 16   | 4       | 5    | Mireia Belmonte    | Espanha              | 2:10.63 | Q                |
| 17   | 2       | 7    | Park Su-jin        | Coreia do Sul        | 2:10.73 | Q                |
| 18   | 4       | 1    | Nida Eliz Üstündağ | Turquia              | 2:11.09 |                  |
| 19   | 4       | 8    | Remedy Rule        | Filipinas            | 2:11.38 | Recorde nacional |
| 20   | 3       | 1    | Duné Coetzee       | África do Sul        | 2:11.92 |                  |
| 21   | 2       | 8    | Quah Jing Wen      | Singapura            | 2:12.48 |                  |
| 22   | 2       | 1    | Lê Thị Mai Thảo    | Vietname             | 2:13.11 |                  |
| 23   | 3       | 9    | Amina Kajtaz       | Bósnia e Herzegovina | 2:13.70 |                  |
| 24   | 2       | 0    | Valentine Dumont   | Bélgica              | 2:13.78 |                  |
| 25   | 4       | 9    | Anna Ntountounaki  | Grécia               | 2:13.83 |                  |
| 26   | 2       | 2    | Zhang Yufei        | China                | 2:14.20 |                  |
| 27   | 2       | 9    | Maria Fe Muñoz     | Peru                 | 2:15.28 |                  |
| 28   | 3       | 8    | Barbora Závadová   | Chéquia              | 2:15.63 |                  |
| 29   | 3       | 0    | Adinda Kirana      | Indonésia            | 2:20.07 |                  |
| 30   | 1       | 4    | Lia Ana Lima       | Angola               | 2:22.15 |                  |
| 31   | 1       | 5    | Katie Rock         | Albânia              | 2:28.58 |                  |
| 32   | 1       | 6    | Junayna Ahmed      | Bangladesh           | 2:34.95 |                  |
| 33   | 1       | 3    | Zaira Forson       | Gana                 | 2:39.20 |                  |
| 34   | 4       | 7    | Ilaria Bianchi     | Itália               | DNS     | DNS              |

### Semifinal
Esses foram os resultados das semifinais. Foram realizadas no dia 24 de julho com início às 21:10 
Semifinal 1
| Pos. | Raia | Nadadora          | Nacionalidade | Tempo   | Notas |
| ---- | ---- | ----------------- | ------------- | ------- | ----- |
| 1    | 4    | Boglárka Kapás    | Hungria       | 2:07.33 | Q     |
| 2    | 3    | Franziska Hentke  | Alemanha      | 2:08.14 | Q     |
| 3    | 5    | Svetlana Chimrova | Rússia        | 2:08.30 | Q     |
| 4    | 6    | Laura Stephens    | Reino Unido   | 2:09.06 | Q     |
| 5    | 7    | Suzuka Hasegawa   | Japão         | 2:09.22 |       |
| 6    | 2    | Hiroko Makino     | Japão         | 2:09.60 |       |
| 7    | 8    | Park Su-jin       | Coreia do Sul | 2:09.97 |       |
| 8    | 1    | Zhu Jiaming       | China         | 2:10.52 |       |

Semifinal 2
| Pos. | Raia | Nadadora         | Nacionalidade  | Tempo   | Notas |
| ---- | ---- | ---------------- | -------------- | ------- | ----- |
| 1    | 4    | Hali Flickinger  | Estados Unidos | 2:06.25 | Q     |
| 2    | 3    | Katie Drabot     | Estados Unidos | 2:06.59 | Q     |
| 3    | 5    | Liliána Szilágyi | Hungria        | 2:07.83 | Q     |
| 4    | 6    | Alys Thomas      | Reino Unido    | 2:08.26 | Q     |
| 5    | 7    | Ilaria Cusinato  | Itália         | 2:09.18 |       |
| 6    | 2    | Ana Monteiro     | Portugal       | 2:09.72 |       |
| 7    | 1    | Laura Lahtinen   | Finlândia      | 2:10.78 |       |
| 8    | 8    | Mireia Belmonte  | Espanha        | 2:12.72 |       |

### Final
A final foi realizada em 25 de julho às 20:02. 
| Pos.              | Raia | Nadadora          | Nacionalidade  | Tempo   | Notas |
| ----------------- | ---- | ----------------- | -------------- | ------- | ----- |
| Medalha de ouro   | 3    | Boglárka Kapás    | Hungria        | 2:06.78 |       |
| Medalha de prata  | 4    | Hali Flickinger   | Estados Unidos | 2:06.95 |       |
| Medalha de bronze | 5    | Katie Drabot      | Estados Unidos | 2:07.04 |       |
| 4                 | 2    | Franziska Hentke  | Alemanha       | 2:07.30 |       |
| 5                 | 7    | Alys Thomas       | Reino Unido    | 2:07.48 |       |
| 6                 | 6    | Liliána Szilágyi  | Hungria        | 2:07.68 |       |
| 7                 | 1    | Svetlana Chimrova | Rússia         | 2:08.70 |       |
| 8                 | 8    | Laura Stephens    | Reino Unido    | 2:09.35 |       |

Legenda
| Recorde mundial       | Recorde mundial (World record)               |                       | Recorde africano                      | Recorde africano (African) |                                           | Q | Classificado por posição (Qualified) |
| Recorde do campeonato | Recorde do campeonato (Championship record)  | Recorde da América    | Recorde da América (Americas)         | q                          | Classificado por melhor tempo (Qualified) |   |                                      |
| Melhor marca do ano   | Melhor marca do ano (World leading)          | Recorde asiático      | Recorde asiático (Asian)              | DNS                        | Não largou (Did not start)                |   |                                      |
| Recorde nacional      | Recorde nacional (National record)           | Recorde europeu       | Recorde europeu (European)            | DNF                        | Não terminou (Did not finish)             |   |                                      |
| Recorde pessoal       | Recorde pessoal do atleta (Personal best)    | Recorde da Oceania    | Recorde da Oceania (Oceania)          | DSQ / DQ                   | Desclassificado (Disqualified)            |   |                                      |
| Recorde da temporada  | Recorde da temporada do atleta (Season best) | Recorde sul-americano | Recorde sul-americano (South America) | NM                         | Sem marca (No mark)                       |   |                                      |